# Bozzai, Vas
Bozzai  este un sat în districtul Szombathely, județul Vas, Ungaria, având o populație de 314 locuitori (2011). 

## Demografie
Componența etnică a satului Bozzai
     Maghiari (97,69%)
     Germani (1,32%)
     Romi (0,99%)
Componența confesională a satului Bozzai
     Romano-catolici (69,75%)
     Fără religie (5,41%)
     Reformați (3,5%)
     Necunoscută (20,38%)
     Atei (0,96%)
     Alte religii (1,91%)
Conform recensământului din 2011, satul Bozzai avea 314 locuitori. Din punct de vedere etnic, majoritatea locuitorilor (97,69%) erau maghiari, cu o minoritate de germani (1,32%).  Din punct de vedere confesional, majoritatea locuitorilor (69,75%) erau romano-catolici, existând și minorități de persoane fără religie (5,41%) și reformați (3,5%). Pentru 20,38% din locuitori nu este cunoscută apartenența confesională.